# Enregistrador digital de vídeo

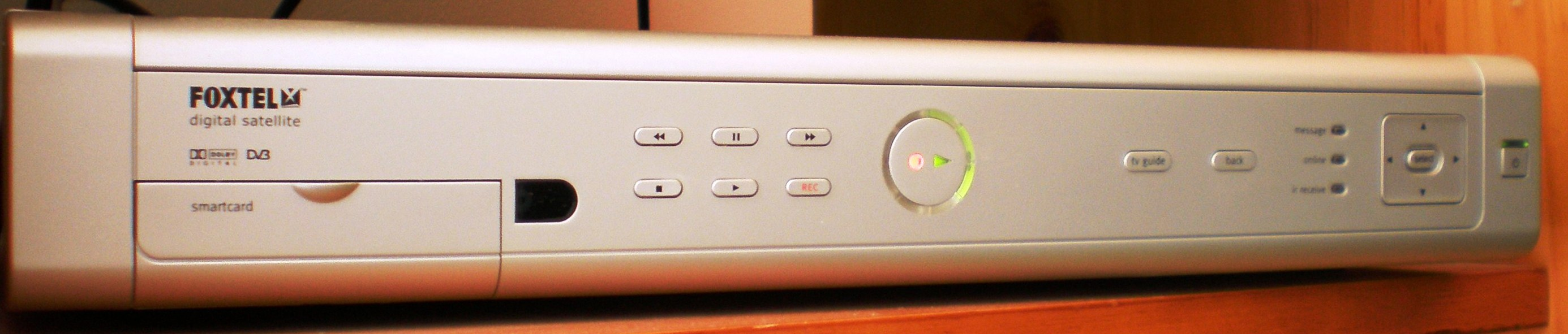
Un PVR

Enregistrador personal de vídeo (PVR) és el terme genèric utilitzat per descriure un dispositiu interactiu de gravació de televisió en format digital. Es podria considerar un Set-top box més sofisticat i capacitat de gravació. Un PVR es compon, per una part, del maquinari que consisteix principalment en un disc dur del de gran capacitat, un processador i els busos de comunicació; i per l'altra del programari, que proporciona diverses funcionalitats per al tractament de les seqüències de vídeo rebudes, accés a guies de programació i cerca avançada de continguts.
El PVR neix gràcies al nou format digital de la televisió, aquest fet permet emmagatzemar la informació i manipular-la posteriorment amb un processador. D'aquesta manera es podria classificar al PVR com un ordinador especialitzat en el tractament d'imatges digitals. Així el PVR s'ha diferenciat del seu predecessor analògic el VCR (Vídeo Cassette Recording) en el qual tan sols es podien emmagatzemar imatges de forma passiva, amb la possibilitat de rebobinar-les cap endavant o cap enrere, i per descomptat aturar-les.

## Funcions
Les funcions més habituals dels PVR actuals són les següents:

### Gravació retroactiva
Gràcies al buffer d'emmagatzemament de dades amb un PVR es pot gravar de forma contínua els programes de televisió emesos, de manera que si, s'està rebent una emissió, es pot rebobinar fins al principi d'aquesta i veure-la fins al final, ometent si l'usuari ho desitja els anuncis publicitaris, o bé gravar l'inici del programa i seguir mirant-la des del punt actual, recuperant posteriorment el fragment gravat. Aquests buffers continus tenen actualment una capacitat d'uns 45 minuts de gravació.

### Gravació auxiliar
Suposem que s'ha ajustat el temporitzador de gravació, però ha oblidat carregar el disc o bé ha carregat el disc però l'espai en blanc que queda és insuficient pel programa que pretén gravar. Alguns PVR detecten automàticament l'absència de disc o la falta d'espai graven el programa, en la unitat de disc dur des del principi fins al final.

### Llista de preferències
En un PVR per exemple es pot anotar el nom d'un actor o el títol d'una pel·lícula que interessi, encara que no estigui en una guia televisiva si s'emet en algun canal en qualsevol moment el PVR ho gravarà per tu. Per exemple, si l'usuari és seguidor de John Wayne el PVR gravarà tots aquells programes en què aparegui aquest actor.

### Season Pass
Terme propi d'una funció del TiVo, encara que també és present en altres PVR.
Amb el PVR un usuari pot gravar una sèrie de televisió que s'emeti periòdicament, car bé, amb aquesta opció el PVR pot descartar el programes repetits. També pot fixar un límit màxim de gravacions, per tal d'evitar aglomeracions de material si no s'ha pogut visionar.

### Arxivar en carpetes
En un PVR els programes gravats poden ser classificats en funció del nom o de la data de gravació. Així mateix es poden organitzar en la mateixa carpeta tots els episodis d'una sèrie i alhora formar altres grups que incloguin aquestes carpetes, com pot ser un grup de sèries.

### Altres funcionalitats
Un PVR permet a l'usuari gravar la programació desitjada filtrant els talls publicitaris, aquest fet ha provocat una batalla legal per part de les principals marques comercials, que veu en aquesta tecnologia un medi per eludir les seves campanyes publicitàries. Un PVR permet també restringir l'accés a determinada programació o realitzar cerques avançades d'arxius multimèdia i llistes de reproducció.
També s'ofereixen serveis d'accés a internet i interacció per mitjà de PDA's, telèfons mòbils, etc.
En definitiva un PVR, ofereix un ampli ventall de serveis propis de la televisió digital i segurament en el futur s'aniran implementant noves funcions a aquests a aquests gravadors intel·ligents que poden canviar completament la manera actual de "veure la tele".

## Terminologia
Existeix tot un recull de termes associats als PVRs, que tant usuaris com membres de la indústria utilitzen de forma comuna i que habitualment fan referència als nous hàbits i pràctiques que han sorgit gràcies a les innovacions introduïdes per aquests dispositius. A continuació hi ha una descripció de les expressions més significatives:

### Buffering
El buffering és la pràctica que es duu a terme quan es grava un programa de televisió per moure'l a una franja horària en la qual a l'usuari del PVR li resulti més còmoda la seva visualització. Això permet, per exemple, que un espectador retardi durant un cert període l'emissió d'un programa per adaptar-lo a les seves activitats quotidianes (tornada de la feina, sopar, banyar o ficar els nens al llit, etc.). Així s'evita el que passa amb la televisió convencional, on és l'espectador el que ha d'adaptar-se a l'horari establert per les cadenes si no vol perdre's el seu espai preferit. Una altra aplicació del buffering molt estesa entre els usuaris consisteix a començar a veure els programes de televisió uns quants minuts després que aquests hagin començat, de forma que el que es veu és el programa gravat i no l'emissió real. Aquests fet proporciona a l'usuari la capacitat de fer skipping que, al seu torn, li permet evitar els espais publicitaris.

### Bookmarking(Favorits)
Es coneix com a bookmarking a la selecció d'una sèrie de programes que el PVR ha de gravar cada cop que siguin emesos. Això permet a l'usuari despreocupar-se de l'hora i dia d'emissió del programa, fins i tot si es produeixen canvis inesperats en la programació. Normalment, els dispositius permeten ser programats perquè enregistrin qualsevol passada de l'espai seleccionat (independentment del canal o de si es tracta d'una repetició) o perquè ho facin només quan s'emet una entrega inèdita d'aquest espai. Cal tenir en compte que, perquè el bookmarking sigui eficaç, el PVR ha de disposar d'accés a una EPG (Guia Electrònica de Programes) que sigui actualitzada amb la deguda freqüència.

### Grazing(Pastar)
En televisió analògica aquest terme es refereix a la visualització de diversos programes a la vegada, aprofitant que la publicitat n'interromp un per a canviar de canal i enllaçar amb un altre. Quan parlem de televisió digital i PVRs aquesta expressió pren una significació diferent. En aquest context, el grazing consisteix a explorar, amb major o menor intensitat, la programació d'un període determinat de temps (un dia sencer o tota una tarde, per exemple) a través de l'EPG per fer una selecció de tots els programes que poden interessar a l'usuari i que cal que siguin emmagatzemats pel PVR. Més endavant, en el moment de la visualització, aquest usuari pot decidir quins programes vol veure realment. Mitjançant aquesta pràctica, d'alguna manera, un espectador pot confeccionar el seu propi canal en què només s'emeten els continguts que a ell l'interessen.

### Stacking
Els usuaris es refereixen amb aquest terme a la recopilació de diversos episodis d'una sèrie o programa determinat al disc dur de l'aparell per a la seva posterior visualització en una sola sessió. Enregistrar les entregues d'un espai que s'emet diàriament (p. ex. de dilluns a divendres) i després veure-les totes de forma intensiva el cap de setmana és una pràctica habitual. En cas que el dispositiu gravador ho permeti, s'acostuma a aprofitar les sessions de stacking per emmagatzemar el conjunt d'episodis recopilats en un medi permanent, com un DVD, per així poder conservar-los i, al mateix temps, alliberar espai al disc dur.

### Skipping
El skipping no és més que l'aprofitament de les funcionalitats d'un PVR que permeten retrocedir i avançar ràpidament a través dels continguts audiovisuals enregistrats a la seva memòria, amb la finalitat d'accelerar els espais publicitaris que puguin contenir. Gràcies a aquesta capacitat s'aconsegueix una supressió virtual dels talls publicitaris amb el que és possible desfer-se de les interrupcions no desitjades. L'antecedent del skipping que es practica sobre aparells VCR es coneix com a zipping.

### Comprimir
Aquesta pràctica consisteix fonamentalment en la utilització de les possibilitats que ens ofereix un PVR per avançar ràpidament a través dels continguts emmagatzemats, per visualitzar només els moments més destacats d'un espai televisiu determinat, principalment un esdeveniment esportiu. Resulta habitual en el cas dels continguts esportius començar a veure el programa un temps després que aquest hagi començat, quan el dispositiu gravador ja té una part del mateix emmagatzemada a la seva memòria. En aquest moment s'inicia una visualització resumida de l'esdeveniment que acaba aproximadament al mateix temps que l'emissió en directe del programa.

### Estendre
Aquest concepte es refereix a la pràctica oposada a la de comprimir: en aquest cas els usuaris aprofiten la capacitat de gravació dels PVRs per "rebobinar" part d'un programa i obtenir així repeticions de determinats moments de l'espai que estan veient. En el cas d'esdeveniments esportius és comú començar a visualitzar el programa justament quan s'inicia la seva emissió en directe. Després la seva durada s'estendrà degut a la repetició dels moments clau que s'ha escollit tornar a veure. Amb això, en el cas que l'esdeveniment comprengui un intermedi, el que s'aconsegueix és reenganxar-se a l'emissió en directe aproximadament al començament de la segona meitat. D'aquesta forma, l'espectador no té la sensació d'haver vist un espai enregistrat.

## PVR vs. PC
Com hem dit anteriorment un PVR es podria definir com un ordinador especialitzat en el tractament d'imatges de televisió. Doncs bé ja hi ha actualment en el mercat programari disponible per fer del teu ordinador un perfecte gravador personal de vídeo, això si, necessites un receptor de televisió instal·lat en ell. Els principals programes són MythTV (per sistemes Linux) i Windows Media Center (per sistemes Microsoft Windows).